# Uwe Leifeld
Uwe Leifeld (* 24. Juli 1966 in Münster) ist ein ehemaliger deutscher Fußballspieler.

## Biografie
Uwe Leifeld wuchs in Münster als Sohn eines Metzgermeisters auf. Als Fünfjähriger begann er 1971 bei der DJK SV Borussia 07 Münster mit dem Fußballspielen. 1983 entdeckte Ernst Mareczek, damals Trainer der Oberliga-Mannschaft von Preußen Münster, das junge Stürmertalent. Nebenher machte er nach dem Hauptschulabschluss eine Bäckerlehre, nach eigener Aussage jedoch nur, „damit ich nachmittags Zeit zum Fußballspielen hatte“.
1984 stand er schließlich zum ersten Mal in der ersten Mannschaft der Preußen und entwickelte sich in der folgenden Saison zum gefährlichen Torjäger. Im Sommer 1985 wechselte Leifeld mit 18 Jahren zum VfL Bochum. An der Seite des damaligen Torjägers Stefan Kuntz erzielte der Neuling in seiner ersten Bundesligasaison zwar nur zwei Tore, dafür sollte der neunte Platz in der Abschlusstabelle schon die beste Platzierung seiner Profikarriere bleiben.
In den folgenden Jahren trug Leifeld mit seinen Toren immer wieder dazu bei, dass der stets abstiegsgefährdete VfL die Klasse hielt. Seinen Kult-Status beim VfL verdankt er aber vor allem zwei entscheidenden Spielen: Am 28. Mai 1988 stand der VfL Bochum gegen Eintracht Frankfurt zum ersten Mal seit 20 Jahren wieder im Finale des DFB-Pokals. Leifeld erzielte gegen Torhüter Uli Stein ein reguläres Tor, das der Schiedsrichter aber wegen angeblicher Abseitsposition nicht anerkannte. Bochum verlor mit 0:1.
Trotz attraktiver Angebote aus Köln und Lyon blieb Leifeld beim VfL, der auf Einhaltung des bis 1991 gültigen Vertrages bestand. Gegenüber dem fußball magazin äußerte er sich in der Novemberausgabe 1989: „Mit dem 1. FC Köln war ich einig. Ich habe mich schon auf den Klub gefreut, doch Trainer Saftig wollte einfach nicht auf mich verzichten. Dass ich dabei in Köln viel mehr verdient hätte, war für mich nebensächlich. Ich wollte einfach sportlich vorankommen.“ In der Ausgabe einen Monat zuvor wiederum hatte Leifeld noch mitgeteilt: „Letztlich zählt das Geld. Wenn ich das Gefasel von der Herausforderung höre...“. In der Dezemberausgabe des fußball magazins berichtete schließlich Kolumnist und damaliger Anpfiff-Moderator Ulli Potofski, Leifeld habe persönlich in seiner Redaktion angerufen, „völlig resigniert und enttäuscht“, um den geplatzten Wechsel mitzuteilen, was für Potofski „ein Novum“ sei: „So etwas habe ich auch noch nicht erlebt, dass ein Spieler diese Informationen von selbst an die Presse weiter gibt.“
Am 27. Mai 1990 erzielte Leifeld im zweiten Relegationsspiel gegen den 1. FC Saarbrücken kurz vor Schluss das Ausgleichstor zum 1:1. Bochum blieb in der Bundesliga. In der Vorbereitung auf die Weltmeisterschaft 1990 war auch Teamchef Franz Beckenbauer auf den Stürmer aufmerksam geworden. Mehr als ein einmaliger Platz auf der Bank der Nationalmannschaft beim Testspiel in Irland am 6. September 1989 war ihm aber nicht vergönnt: Kurz vor der WM zog sich Leifeld eine schwere Knieverletzung zu und verpasste das Turnier. Statt seiner fuhr Frank Mill mit nach Italien und wurde (wenn auch ohne eigenen Einsatz) Weltmeister.
Nach sechs Spielzeiten in Bochum wechselte Leifeld 1991 zum FC Schalke 04. Da er aber noch immer an seiner Knieverletzung laborierte, konnte er dort an seine Glanzzeiten nicht anknüpfen und kam über die Rolle des Jokers nie hinaus. Mit nicht einmal 27 Jahren musste er seine Profikarriere schließlich 1993 beenden. Leifeld kehrte in seine Heimatstadt zurück und spielte noch drei Jahre bei Preußen Münster in der Regionalliga, bevor er die Fußballschuhe 1996 endgültig an den Nagel hing.
Uwe Leifeld hat zwei Töchter. Zwischen 1994 und 2008 führte er in Münsters Innenstadt ein Zeitschriftengeschäft mit Lotto-/Toto-Annahmestelle, in dem er auch Fußball-Fanartikel verkaufte. Seine kurze Karriere als Jugendtrainer der Preußen musste er aus Zeitmangel beenden. Leifelds Plan, in Münster eine Fußballhalle zu eröffnen, scheiterte.
Nachdem Uwe Leifeld sein Geschäft aufgegeben hatte, versuchte er vier Mal sich umzubringen, ehe er sich selbst in eine psychiatrische Klinik einwies. In einem Interview 2012 sagte Leifeld, er habe „nicht so starke Depressionen wie Robert Enke“ gehabt, beklagte aber drei Jahre nach dessen Suizid, das Thema Depressionen komme „nur noch kurz zu seinem Todestag hoch. Es hat sich nicht viel geändert. Wenn sich heute einer zum Burnout-Syndrom oder zu Depressionen bekennt, wird er doch gar nicht für voll genommen. Darüber lachen die Leute.“
Im Rahmen der Jahreshauptversammlung des VfL Bochum am 27. August 2007 wurde Leifeld als neuer Mitarbeiter in der Geschäftsstelle vorgestellt. Heute leitet er den Bereich Scouting beim VfL.